# Рошиори (Јаломица)
Рошиори (рум. Roșiori) насеље је у Румунији у округу Јаломица у општини Рошиори. Oпштина се налази на надморској висини од 67 m.

## Становништво
Према подацима из 2002. године у насељу је живело 2202 становника, од којих су сви румунске националности.